# Lori Morning
Lori Morning è un personaggio dei fumetti pubblicati da DC Comics, legato alla Legione dei Super-Eroi.

## Prime apparizioni
Comparve per la prima volta come parte del crossover, Underworld Unleashed, come la figlia di dieci anni di uno criminale di nome Chronos. Suo padre, Ron, comparve per la prima volta in un numero del 1989 di The Atom, sempre scritto da Tom Peyer. Chronos ottenne il potere di poter viaggiare nel tempo da Neron, ma con l'effetto collaterale di un invecchiamento accelerato. Trovò il modo di trasferire tale condizione negli altri, e capì che un bambino avrebbe potuto assorbire molta più energia temporale di un adulto prima di morire di vecchiaia. Dopo la sua sconfitta da parte della Legione, Lori rimase nel XXX secolo.
Bloccata nella sua età di diciassette anni, ma ancora mentalmente a dieci, e senza modo di ritornare al XX secolo, fu "adottata" dalla Legione. Ebbe istantaneamente una cotta per il ricercatore del viaggio nel tempo, Rond Vidar.
Per un breve periodo difese il quartier generale della Legione contro i mutaforma "Proteani" come "Future Girl", successivamente diventando amica di un essere, da lei chiamato Proty.

## La vita con la Legione dei Supereroi
Infine, con grande delusione di Lori, Rond Vidar trovò un modo per rimuovere l'eccessiva energia temporale dal suo corpo, cosa che la riportò alla sua età iniziale. Successivamente ottenne l'accesso a Dial H for Hero, iniziando così, grazie a tale quadrante magico, ad assumere numerose identità da supereroina, aiutando segretamente la Legione. Il numero di telefono le fu dato in realtà da Time Trapper, ma, quando questi tentò di reclutarla, lei utilizzò il potere del numero telefonico per sconfiggerlo sotto lo pseudonimo di "Galaxy Girl".
Poco dopo, quando un tentativo da parte di Leland McCauley di utilizzare il potere di una misteriosa anomalia spaziale causò l'arresto del tempo, Lori si ritrovò uno dei pochissimi esseri umani a non essere condizionati dalla distorsione temporale. Tentò di utilizzare il potere del numero telefonico per fermare Leland, ma fu a sua volta fermata da Time Trapper: sentiva che la ragazza era troppo imprevedibile. Sebbene lei non vide il suo assalitore, i volti di entrambi erano ben visibili.
La Legione infine scoprì che Lori utilizzava il numero telefonico. Il loro dissenso sul fatto se lei fosse o no pronta a vestire i panni di un'eroina, fece sì che Lori lasciasse la Legione e si unisse alla Workforce di McCauley. Si scoprì che la Legione non ebbe mai la sua custodia legale, così l'assistente khundiana Amilia Crugg se ne occupò all'istante.
Dopo il Blight, McCauley annunciò che il rischiare le vite degli adolescenti era una cosa impensabile, e che la Workforce arruolava solo persone adulte. Questa fu una mossa anti-Legione che si rivoltò contro di lui, quando si scoprì, quando la nuova Workforce sconfisse Rift, che uno dei membri era Lori con il potere del numero telefonico H for Hero. Lori diede il numero a Brainiac 5.1 così che potesse utilizzarlo per sconfiggere Rift, che fu distrutto.
A causa del suo nome, e al fatto che era una ragazza bionda di un'età incostante, con la possibilità di divenire il successore di Time Trapper, si speculò sul fatto che Lori fosse la versione post-rinnovamento di Glorith, una teoria confermata dalla squadra creativa della Legione, durante un pannello di discussione all'Heroes Convention di Charlotte nel 1999.